# Pivetova glavica
Pivetova glavica je arheološko nalazište na Čiovu kod Okruka Gornjeg.

## Opis
Pivetova Glavica se nalazi u Okrugu na otoku Čiovu, na istočnoj strani brda Glavica. Riječ je o kasno srednjovjekovnom naselju iz 15. stoljeća od kojeg je ostala sačuvana suhozidna arhitektura. Vidljivi su tragovi više kuća i prostora za uzgoj stoke. Na lokalitetu se nalaze ulomci glazirane majolike i običnog kuhinjskog posuđa grube fakture. Sličnih stočarskih naselja nalazimo u okolici Trogira na nalazištu Bender.

## Zaštita
Pod oznakom Z-3255 zavedena je kao nepokretno kulturno dobro - pojedinačno, pravna statusa zaštićena kulturnog dobra, klasificirano kao "arheološka baština".